# Nino Tempo
Nino Tempo, pseudonimo di Antonino Lo Tempio (Niagara Falls, 6 gennaio 1935 – West Hollywood, 10 aprile 2025), è stato un cantante, sassofonista e clarinettista statunitense, distintosi nei generi musicali jazz, pop e rock.

## Biografia
Italoamericano nato nello stato di New York, Nino Tempo fu un bambino prodigio, essendosi esibito in televisione al clarinetto e al sassofono tenore accanto a Benny Goodman durante l'infanzia. Duranti questi anni fece anche il suo debutto come attore. Nel 1953, benché non accreditato, affiancò James Stewart nella pellicola cult La storia di Glenn Miller.
Per tutti gli anni '50 fu attivissimo come musicista. Fondò con la sorella il duo Nino Tempo e April Stevens che tra l'altro incise la più celebre versione di Deep Purple. La canzone, a lungo al primo posto nelle classifiche statunitensi, fu premiata col Grammy. Il duo fu inoltre in gara a un festival di Sanremo, in abbinamento con Remo Germani. 
Lavorò con Bobby Darin, Diane Schuur, Rosemary Clooney, Cher, Linda Ronstadt, Liza Minnelli; degna di nota, inoltre, la collaborazione all'album Rock 'n' Roll di John Lennon. Ebbe anche una fortunata carriera da solista.
Morì a West Hollywood il 10 aprile 2025 all'età di 90 anni.

## Filmografia

### Cinema
- La storia di Glenn Miller (The Glenn Miller Story), regia di Anthony Mann (1954)
- Gangster cerca moglie (The Girl Can't Help It), regia di Frank Tashlin (1956)

### Televisione
- Peter Gunn – serie TV, episodio 1x14 (1958)